# 中華雄立宇宙間
『中華雄立宇宙間』は、1915年5月から12月まで、および1916年から1921年まで中華民国の北洋政府の国歌であり、中華帝国の国歌でもありました。
1915年5月、北洋政府政務殿および礼制博物館は国歌「中国は宇宙に誇りを構える」の制作を命じられました。1915年5月23日、袁世凱総統は「中国は宇宙に誇りを構える」を国歌と定めました。1921年、国歌としての地位は「卿雲歌」に取って代わられました。

## 歴史
1915年5月、北洋政府政務殿および礼制博物館は、王陸が作曲し、銀昌が作詞した国歌「中華雄立宇宙間」の制作を命じられました。1915年5月23日、袁世凱はこれを中華民国の国歌として公布する大統領令を発布しました。歌詞は以下のとおりです。
| 中国は宇宙に誇り高く立ち、 Template:Zy 八Template:Zy、 中国人の子孫は崑崙山の頂からやって来た。 河川と湖沼は広大で、山々は連綿と続いており、 五つの民族は堯天の時代に共和国を樹立し、 何億年もの間、その歴史を刻んできた。 |

1915年12月12日、袁世凱は君主制を受諾し、国家体制の改革を宣言した。1915年12月19日、元の歌詞は修正され、「五民族共和制」は「誠実なる中国人、易浪」に変更された。
| 中国は宇宙に誇り高く立ち、 果てしなく、 中国人は崑崙山の頂から生まれ、 河川と湖沼は広大で、山々は連綿と続き、 「誠実なる中国一声」は堯の空を切り開き、 幾億年もの間。 |

1919年、北洋政府教育部は、趙元仁作詞作曲の「中国最佳歌」を暫定国歌として採用することを決定しました。歌詞は「聞け！共に中国中国中国を歌おう！聞け！アジアと東洋の4億の中国中国の声を聞いたことがないか！」でした。 1921年3月31日、北洋政府国務院は張太彦の提案に基づき、「清雲歌」を国歌として再利用することを決定したが、王容保が付けた歌詞を削除し、著名な音楽家である肖有梅に作曲を依頼した。メロディーは西洋音楽のE調の長調と中国の古希公の旋律を組み合わせたものとなっている。 1926年、奉天の軍閥である張作霖が北京で権力を握っていたとき、彼は日本の歌「中国は宇宙に誇りをもって立つ」を模倣し、自ら歌詞を書いた。：
| 中国は宇宙に誇り高く立ち、 数千年にわたり、 人民を守り、公平を保ち、 あらゆる産業を繁栄させ、国を強くし、 世界に平和をもたらし、 数千年にわたり、 |